# Sióagárd
Sióagárd is een plaats (község) en gemeente in het Hongaarse comitaat Tolna. Sióagárd telt 1420 inwoners (2001).